# ريتشارد والش (فنان قتال مختلط)
ريتشارد والش (بالإنجليزية: Richard Walsh)‏ هو فنان قتال مختلط أسترالي، ولد في 1 ديسمبر 1988 في سيدني في أستراليا.

## وصلات خارجية
- ريتشارد والش على موقع يو إف سي (الإنجليزية)
- ريتشارد والش على موقع شيردوغ (الإنجليزية)
- ريتشارد والش على موقع IMDb (الإنجليزية)